# Continental-Airlines-Flug 1713
Auf dem Continental-Airlines-Flug 1713 (Flugnummer: CO1713) verunglückte am 15. November 1987 eine Douglas DC-9-14, mit der ein Flug von Denver nach Boise durchgeführt werden sollte, beim Start auf dem Stapleton International Airport. Bei dem Unfall, der sich während eines Schneesturms ereignete, starben 25 Passagiere und drei Besatzungsmitglieder.

## Flugzeug
Das verunglückte Flugzeug war eine Douglas DC-9-14 mit dem Luftfahrzeugkennzeichen N626TX. Das zweistrahlige Schmalrumpfflugzeug war mit zwei Triebwerken vom Typ Pratt & Whitney JT8D-7B ausgestattet. Die Maschine wurde 1966 an Air Canada ausgeliefert, im November 1968 wurde sie von Texas International Airlines übernommen und wurde nach der Fusion mit Continental Airlines im Jahr 1982 an diese übertragen. Die DC-9 hatte zum Zeitpunkt des Unfalls 52.400 Flugstunden absolviert.

## Wetterverhältnisse
Am Unfalltag schneite es am Stapleton Airport leicht, wobei die stärkste Schneefallrate zwischen 13:10 und 14:20 Uhr gemessen wurde. Flug 1713 sollte ursprünglich um 12:25 Uhr starten, doch aufgrund des Wetters hatten viele Flüge Verspätung.

## Unfallhergang

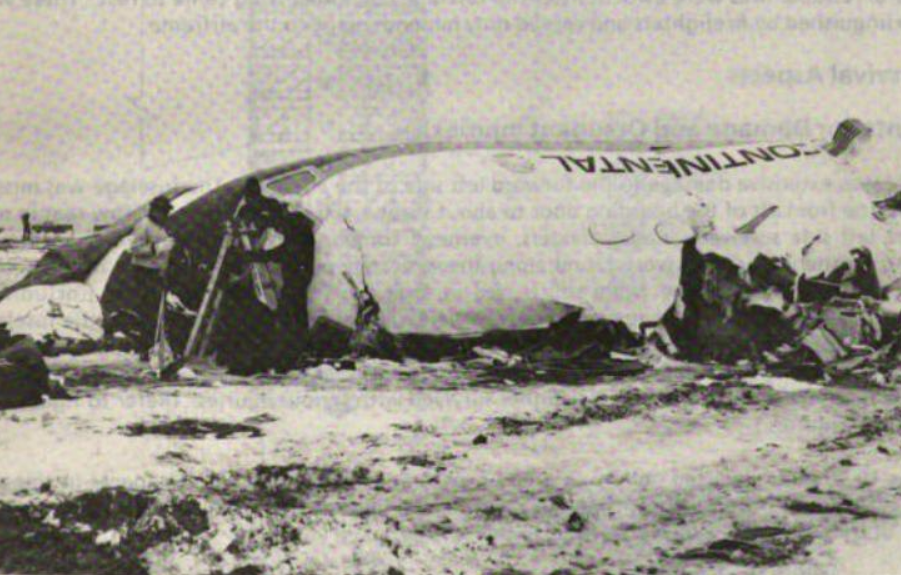
Das Wrack der Unfallmaschine

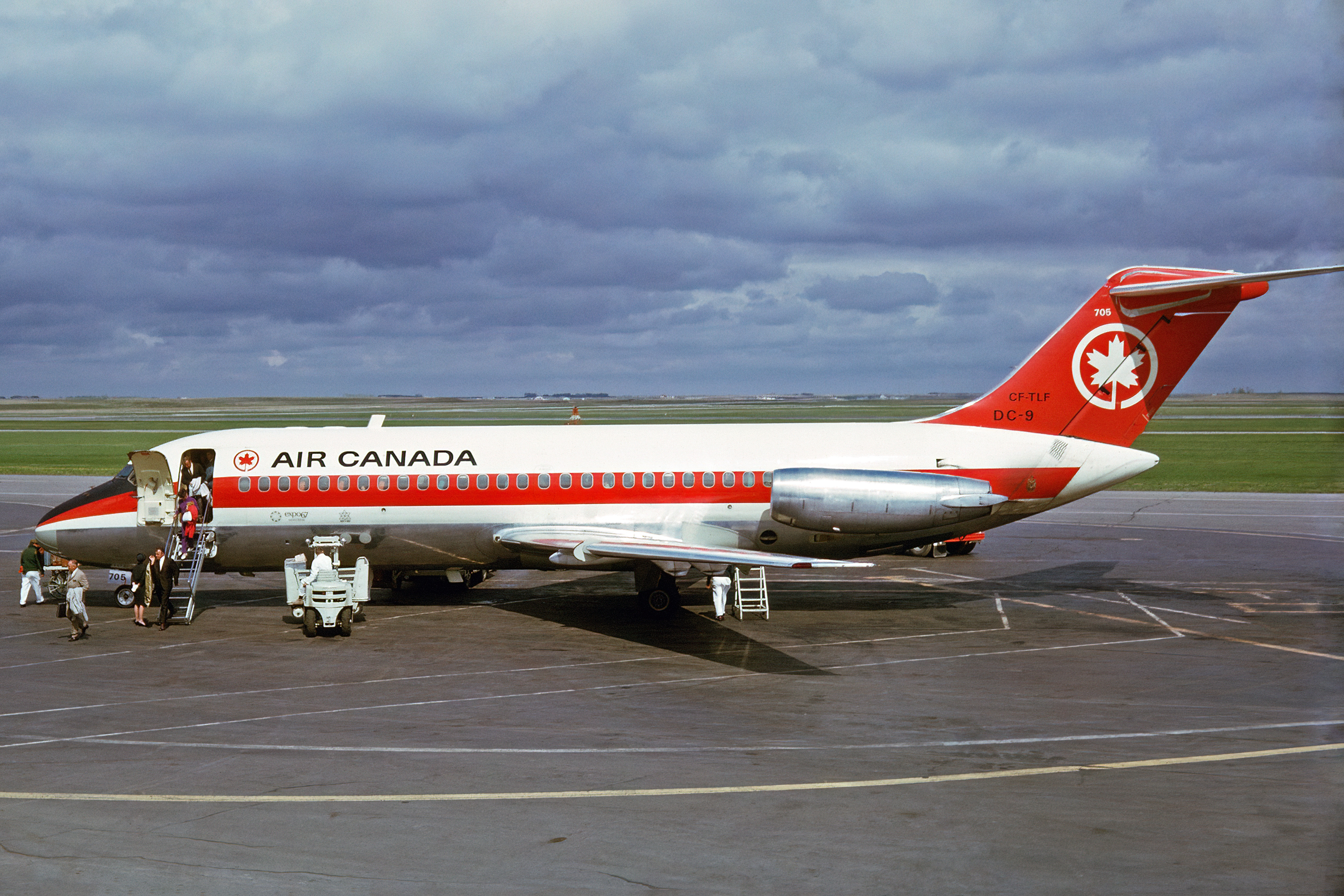
Die betroffene Maschine während ihrer Betriebszeit bei der Air Canada

Um 13:03 Uhr rollte die DC-9 zur Enteisungsposition, was die Fluglotsen nicht zur Kenntnis nahmen, da die Piloten vorher nicht um Rollerlaubnis gebeten hatten. Das Enteisen der Maschine wurde um 13:46 abgeschlossen. Um 13:51 Uhr kontaktierte die Besatzung die Vorfeldkontrolle und bat um Rollerlaubnis „von der Enteisungsposition“. Im Glauben, die Maschine auf dem Flug 1713 befände sich noch am Flugsteig, verstand der Fluglotse den Funkspruch so, dass dieser ein Enteisen anfordere. Der für Startfreigaben zuständige Fluglotse gab die Zuständigkeit für den Funkverkehr an den für die Bodenaufsicht zuständigen Lotsen weiter. Dieser gab den Piloten die Freigabe, zur Enteisungsposition zu rollen. Die Besatzung der Maschine verstand die neue Rollfreigabe so, dass sie sich am Ende von Startbahn 35L einreihen und auf Startfreigabe warten solle, was sie auch tat. Um 14:05 Uhr reihte sich die Besatzung aus Startposition 1 am nördlichen Ende der Landebahn ein und machte die Maschine für den Start bereit. Da er nicht wusste, wo sich Flug 1713 befindet, erteilte der Fluglotse mehreren anderen Maschinen die Startfreigabe, während Flug 1713 minutenlang bei Schneefall am Startbahnende stand. Die Besatzung machte schließlich die Flugsicherung darauf aufmerksam, dass man an der Startbahn stehe und auf Starterlaubnis warte.
Um 14:14 Uhr erhielten die Piloten des Fluges 1713 die Starterlaubnis. Die Maschine beschleunigte. Kurz nachdem der am Steuer sitzende Pilot sie hochzog, kam es zu einem Strömungsabriss. Die Maschine stürzte aus geringer Höhe zu Boden und schlitterte über das Flughafengelände, wobei die linke Tragfläche abriss und das Kerosin sich explosionsartig entzündete. Als Nächstes setzten die linke Flugzeugseite und das Cockpit auf dem Boden auf, der Rumpf brach auseinander, das Flugzeug überschlug sich und landete auf der Rumpfoberseite. Während das Flugzeug schlitterte, neigte es sich zur linken Seite, wobei der Rumpf auf dieser Seite stark verformt und viele Passagiere erdrückt wurden.

## Opfer
Bei dem Unfall starben 25 Passagiere und 3 Besatzungsmitglieder. Der Kapitän, der erste Offizier, eine Flugbegleiterin sowie elf Passagiere starben an schweren Polytraumata. Fünf Passagiere erlitten tödliche Kopfverletzungen, neun starben durch Asphyxie. Unter den Passagieren gab es 52 Überlebende, von der Besatzung überlebten zwei Flugbegleiterinnen den Unfall. Von den 54 Überlebenden wurden 52 verletzt, 25 leicht und 27 schwer.

## Unfalluntersuchung

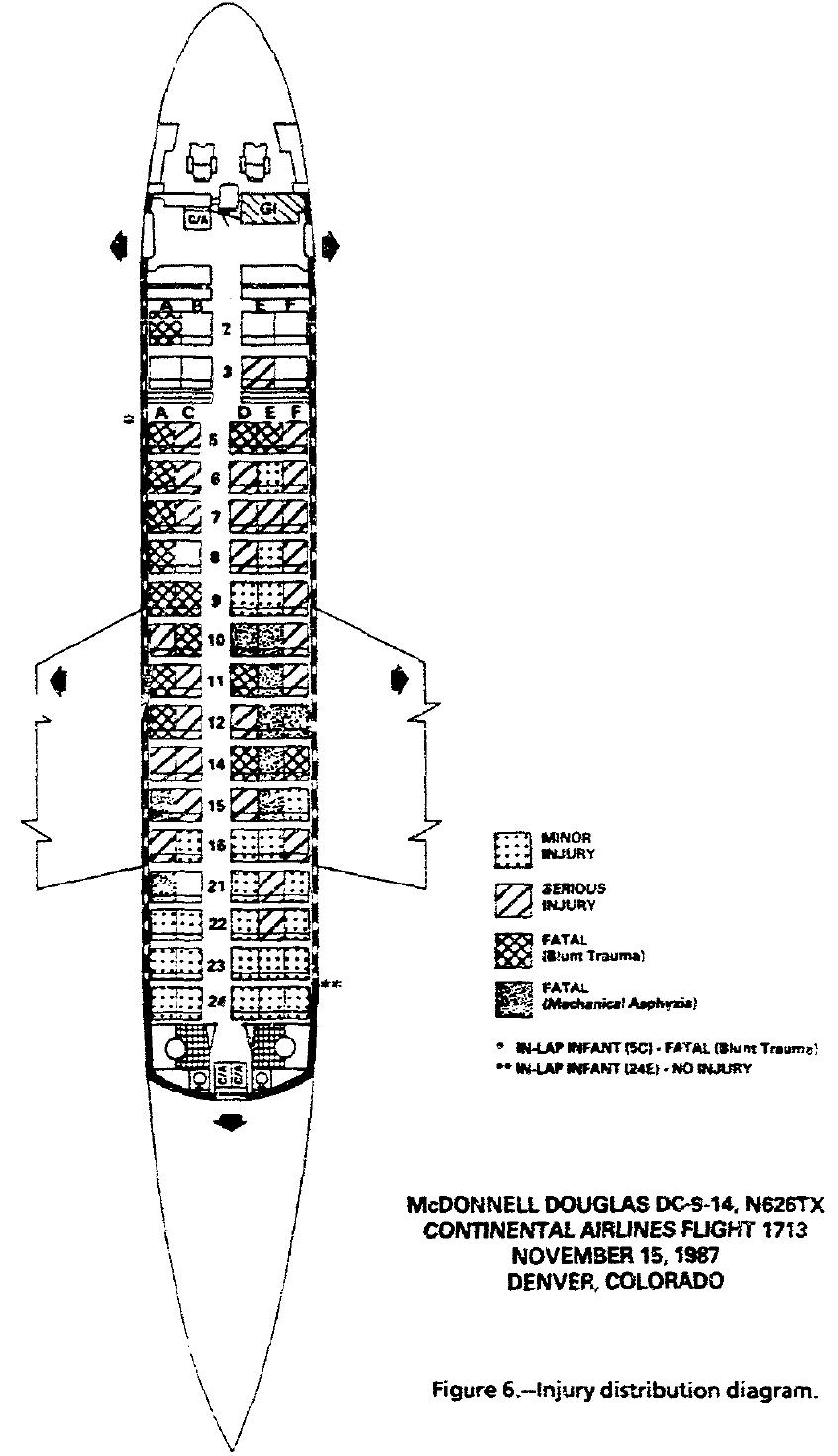
Sitzverteilung in der Unfallmaschine laut NTSB

Das NTSB übernahm nach dem Unfall die Ermittlungen zur Absturzursache.
Im Juli 1988 veröffentlichte Continental Airlines einen Bericht, der auf Wirbelschleppen, schlechten Winterdienst im Bereich der Startbahn sowie Fehler vonseiten der Flugsicherung als Absturzursachen verwies. Die NTSB konnte die Wirbelschleppen-Theorie schnell widerlegen.
Während der Ermittlungen stellte sich heraus, dass der Kapitän, Frank B. Zvonek Jr., mehr als 166 Stunden Flugerfahrung mit diesem Flugzeugtyp hatte, der Erste Offizier Lee Edward Bruecher hingegen nur 36 Stunden. Auch stellte sich heraus, dass Bruecher von einer anderen Fluggesellschaft gekündigt wurde, nachdem er dreimal bei der Flugfertigkeitsprüfung durchgefallen war. Diese Umstände wurden auf seinem Arbeitszeugnis verschwiegen, stattdessen wurde seine Arbeitsleistung dort positiv bewertet. Die Ermittler gingen davon aus, dass der frühere Arbeitgeber Bruecher eine Positivbewertung ausstellte, da er befürchtet hatte, dieser könnte ihn andernfalls verklagen. Es konnte festgestellt werden, dass der Erste Offizier Bruecher die Maschine zum Unfallzeitpunkt gesteuert hatte.
Die Ermittler stellten weiterhin fest, dass seit dem letzten Enteisen 27 Minuten vergangen waren und damit 7 Minuten mehr als maximal zulässig. Das NTSB folgerte aus Zeugenaussagen von Überlebenden aus der Maschine, dass die Tragflächen beim Start mit Ansammlungen von Eis bedeckt waren. Die Ermittler kamen auch zu dem Schluss, dass in der Zeit bis zum Start eine Menge an Nassschnee auf die Tragflächen gefallen sei, die ausgereicht hätte, um nach dem Schmelzen die Enteisungsflüssigkeit auf den Flügeln zu verdünnen, sodass sich erneut Eis bilden konnte. Der Flugzeughersteller erklärte, dass selbst eine geringfügige Menge an Eis auf den Tragflächen die Abhebeeigenschaften einer DC-9 beeinträchtigen könne.
Die Ermittler des NTSB kamen zu dem Schluss, dass die schlechte fliegerische Leistung des Ersten Offiziers maßgeblich zu dem Kontrollverlust beigetragen habe, da dieser die Maschine beim Start zu stark rotieren ließ. Die Winkelgeschwindigkeit, mit dem er die DC-9 auf den Anstellwinkel für den Start hochzog, war mit 6 Grad pro Sekunde doppelt so groß wie es angesichts der atmosphärischen Bedingungen empfehlenswert gewesen wäre, sodass es in der Folge beim Abheben zu einem Strömungsabriss kam.
Flug 1713 war Bruechers erster Flug nach einer 24-tägigen Unterbrechung. Die NTSB-Ermittler folgerten daraus, dass die längere Auszeit Bruechers seine im jüngsten Training erworbenen Flugfertigkeiten habe in Vergessenheit geraten lassen.
In ihrem Abschlussbericht vom 27. September 1988 beanstandete die NTSB die nicht durchgeführte zweite Enteisung der Maschine nach Ablauf der 20-Minuten-Frist, die schlechte fliegerische Leistung des Ersten Offiziers beim Start der Maschine, die irreführende Kommunikation zwischen den Piloten und der Flugsicherung, die zu Verzögerungen geführt habe, gepaart mit der Anwesenheit zweier Piloten im Cockpit, die beide relativ unerfahren mit diesem Flugzeugtyp gewesen waren.

## Folgen
Infolge der Ereignisse änderte die Fluggesellschaft Continental Airlines ihre Enteisungspraktiken und entwickelte ein computergestütztes Programm, das verhindern soll, dass zwei Piloten mit weniger als 100 Stunden Flugerfahrung mit dem gleichen Flugzeugtyp für den Flug mit ein und derselben Maschine eingeteilt werden.
Neun Monate nach dem Unfall auf dem Flug 1713 verunglückte eine Maschine auf dem Delta-Air-Lines-Flug 1141 in Dallas. Im Abschlussbericht des NTSB zum Zwischenfall von Flug 1713, der zu dieser Zeit gerade erstellt wurde, vermerkten die Ermittler, dass „Privatgespräche zu irrelevanten Themen mit einer Dauer von fast 3 Minuten“ im Cockpit stattgefunden hätten. Als das NTSB später den Unfall von Flug 1141 untersuchte, stellten die Ermittler fest, dass die Besatzung dieses Fluges ebenfalls irrelevante Privatgespräche geführt und sich in ihren Gesprächen dabei unter anderem speziell auf den Cockpit Voice Recorder von Flug 1713 bezogen habe. Im Fall von Flug 1141 hätten die Gespräche dazu geführt, dass die Besatzung von ihren eigentlichen Aufgabe, der Abarbeitung der Checkliste für den Flug, abgelenkt gewesen ist und dabei vergessen hatte, die Auftriebshilfen auszufahren.

## Mediale Rezeption
Der Unfall wurde in Mayday – Alarm im Cockpit, Folge 159 unter dem Titel Absturz im Winter (Dead Of Winter) in Episode 10 der Staffel 18 nachgestellt. Im Film Rain Man erwähnt Raymond, gespielt von Dustin Hoffman, unter anderen auch diese Katastrophe als Begründung für seine Flugangst.

## Ähnliche Zwischenfälle
- Air-Florida-Flug 90
- Air-France-Flug 7775
- Turkish-Airlines-Flug 301